# U-402
U-402 — средняя немецкая подводная лодка типа VIIC времён Второй мировой войны.

## История
Заказ на постройку субмарины был отдан 23 сентября 1939 года. Лодка была заложена 22 апреля 1940 года на верфи Данцигер Верфт в Данциге под строительным номером 103, спущена на воду 28 декабря 1940 года, вошла в строй 21 мая 1941 года под командованием капитан-лейтенанта Зигфрида фон Форстнера (кавалер Рыцарского Железного креста).

## История службы
Лодка совершила 8 боевых походов. Потопила 14 судов суммарным водоизмещением 70 434 брт, 1 вспомогательный военный корабль водоизмещением 602 брт, повредила 3 судна суммарным водоизмещением 28 682 брт.
Потоплена 13 октября 1943 года в центре Северной Атлантики, в районе с координатами 48°56′ с. ш. 29°41′ з. д. акустическими торпедами типа «Fido», сброшенными с самолётов типа «Эвенджер» и «Уайлдкэт» из авиагруппы американского эскортного авианосца «Кард». 50 погибших (весь экипаж).

### Флотилии
- 21 мая — 1 октября 1941 года — 3-я флотилия (учебная)
- 1 октября 1941 года — 13 октября 1943 года — 3-я флотилия

### Волчьи стаи
U-402 входила в состав следующих «волчьих стай»:
- Veilchen 24 октября 1942 года — 6 ноября 1942
- Landknecht 22 — 28 января 1943
- Pfeil 2 — 9 февраля 1943
- Amsel I 4 мая 1943 года — 6 мая 1943
- Elbe 2 11 мая 1943 года — 13 мая 1943
- Leuthen 4 сентября 1943 года — 24 сентября 1943

### Атаки на лодку
- Ночью 29 апреля 1942 года лодка была обнаружена при помощи радара примерно в 20 милях к югу от мыса Лукаут и была атакована четырьмя глубинными бомбами с американского самолёта «Каталина».
- 11 мая 1943 года, после того, как фон Форстнер провёл свою лодку в центр ордера конвоя SC-129 и потопил торпедами два судна, один из эскортных кораблей конвоя, корвет HMS Gentian обнаружил погружённую U-402 и нанёс ей серьёзные повреждения. Субмарина вынуждена была прервать патрулирование и отправилась на базу, которой достигла 26 мая.
- 7 сентября 1943 года атаковавший лодку британский самолёт типа «Веллингтон» был сбит. В атаке участвовали два других «Веллингтона», один из них был вынужден совершить аварийную посадку.
- 1 октября 1943 года лодка была атакована американским самолётом типа «Вентура», но избежала повреждений.